# إف. د. كولسون
إف. د. كولسون (بالإنجليزية: F. D. Colson)‏ هو مدرب تجديف أمريكي، ولد في 5 سبتمبر 1875 في بوفالو في الولايات المتحدة، وتوفي في 6 مايو 1958.